# Championnats panaméricains juniors d'athlétisme 1999
Navigation
Champ. panaméricains juniors 1997 Champ. panaméricains juniors 2001
Les 10es Championnats panaméricains juniors d'athlétisme ont eu lieu à Tampa aux États-Unis, du 9 au 11 juillet 1999.

## Podiums

### Hommes
| Épreuve | Or                                                                      | Or             | Argent                                                                     | Argent         | Bronze                                                         | Bronze         |
| --- | ----------------------------------------------------------------------- | -------------- | -------------------------------------------------------------------------- | -------------- | -------------------------------------------------------------- | -------------- |
| 100 m | Dwight Thomas Jamaïque                                                  | 10 s 37        | Marquis Davis États-Unis                                                   | 10 s 38        | James Shelton États-Unis                                       | 10 s 49        |
| 200 m | Dwight Thomas Jamaïque                                                  | 20 s 66        | Marquis Davis États-Unis                                                   | 20 s 93        | Jermaine Joseph Canada                                         | 21 s 40        |
| 400 m | Sanjay Ayre Jamaïque                                                    | 46 s 14        | William Hernández Venezuela                                                | 46 s 87        | Liam Card Canada                                               | 47 s 16        |
| 800 m | Jonathan Stevens États-Unis                                             | 1 min 49 s 57  | Moses Washington États-Unis                                                | 1 min 49 s 77  | Achraf Tadili Canada                                           | 1 min 49 s 78  |
| 1 500 m | Andrew Powell États-Unis                                                | 4 min 04 s 07  | Ryan Hayden Canada                                                         | 4 min 04 s 42  | Sebastián González Cabot Argentine                             | 4 min 04 s 81  |
| 5 000 m | Paul Morrison Canada                                                    | 14 min 57 s 03 | Daniel Parris États-Unis                                                   | 14 min 57 s 89 | Michael Smith États-Unis                                       | 14 min 59 s 76 |
| 10 000 m | Jesse Thomas États-Unis                                                 | 31 min 15 s 63 | Jonathan Morales Mexique                                                   | 31 min 18 s 22 | Adam Wallace États-Unis                                        | 31 min 45 s 79 |
| 3 000 m steeple | Joel Atwater États-Unis                                                 | 9 min 10 s 79  | Gabe Olchin États-Unis                                                     | 9 min 25 s 74  | Freddy Velázquez Guatemala                                     | 9 min 28 s 48  |
| 110 m haies | Ricardo Moody États-Unis                                                | 13 s 87        | Reginald Harrell États-Unis                                                | 14 s 24        | Marvin Williams Jamaïque                                       | 14 s 36        |
| 400 m haies | Rickey Harris États-Unis                                                | 50 s 56        | LaTarence Dunbar États-Unis                                                | 51 s 03        | Ryan Clarke Jamaïque                                           | 51 s 10        |
| Saut en hauteur | Jessé de Lima Brésil                                                    | 2,21 m         | Brandon Campbell États-Unis                                                | 2,16 m         | Kevin Cumberbatch Barbade                                      | 2,10 m         |
| Saut à la perche | Rocky Danners États-Unis                                                | 5,08 m         | Ricardo Pallares Mexique                                                   | 4,90 m         | Lowell Dennis États-Unis                                       | 4,60 m         |
| Saut en longueur | Leevan Sands Bahamas                                                    | 7,48 m         | Ryan Olkowski États-Unis                                                   | 7,37 m         | Robert Jordan États-Unis                                       | 7,24 m         |
| Triple saut | Greg Yeldell États-Unis                                                 | 16,08 m        | Leevan Sands Bahamas                                                       | 16,00 m        | Jadel Gregório Brésil                                          | 15,90 m        |
| Lancer du poids | Simon Stewart États-Unis                                                | 17,08 m        | Dylan Armstrong Canada                                                     | 16,16 m        | Mateus Monari Brésil                                           | 15,83 m        |
| Lancer du disque | Lucais MacKay États-Unis                                                | 51,49 m        | Christian Cantwell États-Unis                                              | 49,91 m        | Dylan Armstrong Canada                                         | 49,03 m        |
| Lancer du marteau | Dylan Armstrong Canada                                                  | 65,63 m        | Thomas Freeman États-Unis                                                  | 64,84 m        | Nicholas Welihozkiy États-Unis                                 | 59,68 m        |
| Lancer du javelot | Ryan Smith États-Unis                                                   | 67,40 m        | Richard Rock Barbade                                                       | 67,01 m        | Manuel Fuenmayor Venezuela                                     | 65,83 m        |
| Décathlon | Bryan Clay États-Unis                                                   | 7 207 pts      | Marcell Allmond États-Unis                                                 | 7 111 pts      | Maurice Smith Jamaïque                                         | 6 996 pts      |
| 10 000 m marche | Cristián David Berdeja Mexique                                          | 44 min 30 s 65 | Román Criollo Équateur                                                     | 44 min 49 s 64 | Tristan Ruoss États-Unis                                       | 46 min 34 s 19 |
| 4 × 100 m | États-Unis James Shelton Tomas Alexander L'eron George Latarence Dunbar | 39 s 78        | Jamaïque Ryan Clarke Michael Frater Davaon Spence Omar Brown               | 40 s 27        | Bahamas Dion Frasier Ron Frasier Barton Duncanson Jehu Poitier | 41 s 00        |
| 4 × 400 m | Jamaïque Brandon Simpson Dwight Thomas Franz Bernard Sanjay Ayre        | 3 min 06 s 25  | États-Unis Curtis Pressley Shomari McKenzie Rickey Harris Moses Washington | 3 min 07 s 61  | Canada Chris Williams Liam Card Andre Lucas Ashraf Tadili      | 3 min 10 s 01  |
| Records et Performances - AR : Record continental (area record) - CR : Record des championnats (championship record) - MR : Record du meeting (meet record) - NR : Record national (national record) - OR : Record olympique (olympic record) - PR : Record paralympique (paralympic record) - PB : Record personnel (personal best) - SB : Meilleure performance personnelle de la saison (season's best) - WL : Meilleure performance mondiale de l'année (world leader) - WJR : Record du monde junior (world junior record) - WR : Record du monde (world record) Circonstances et Conditions - DNF : N'a pas terminé (did not finish) - DNS : N'a pas pris le départ (did not start) - DQ : Disqualification (disqualification) - NM : Aucun essai valable enregistré (No Mark) - Q : Qualifié « directement » au prochain tour (ou à la prochaine compétition), lors d'une compétition majeure, grâce au classement ou à la réalisation des minima (automatic qualifier) - q : Qualifié au prochain tour (ou à la prochaine compétition), lors d'une compétition majeure, grâce au repêchage ou à la réalisation de l'une des meilleures performances parmi celles des « non qualifiés directement » (grâce au meilleur temps ou à la meilleure distance par exemple) (secondary qualifier) |                                                                         |                |                                                                            |                |                                                                |                |

### Femmes
| Épreuve | Or                                                                     | Or             | Argent                                                               | Argent         | Bronze                                                               | Bronze                         |
| --- | ---------------------------------------------------------------------- | -------------- | -------------------------------------------------------------------- | -------------- | -------------------------------------------------------------------- | ------------------------------ |
| 100 m | Aleen Bailey Jamaïque                                                  | 11 s 49        | Lisa Sharpe Jamaïque                                                 | 11 s 61        | Alexis Joyce États-Unis                                              | 11 s 64                        |
| 200 m | Aleen Bailey Jamaïque                                                  | 23 s 48        | Amber Robinson États-Unis                                            | 23 s 51        | Aleah Williams États-Unis                                            | 23 s 84                        |
| 400 m | Norma González Colombie                                                | 52 s 43        | Naleya Downer Jamaïque                                               | 52 s 82        | Nakiya Johnson États-Unis                                            | 52 s 85                        |
| 800 m | Ysanne Williams États-Unis                                             | 2 min 05 s 41  | Tanya Wright Canada                                                  | 2 min 06 s 37  | Lindsay Hyatt États-Unis                                             | 2 min 06 s 49                  |
| 1 500 m | Bethany Brewster États-Unis                                            | 4 min 24 s 98  | Alejandra Barrientos États-Unis                                      | 4 min 25 s 65  | Stephanie Bennett Canada                                             | 4 min 30 s 14                  |
| 3 000 m | Sara Gorton États-Unis                                                 | 9 min 33 s 98  | Madaí Pérez Mexique                                                  | 9 min 38 s 44  | Victoria Chang États-Unis                                            | 9 min 41 s 58                  |
| 5 000 m | Madaí Pérez Mexique                                                    | 16 min 50 s 77 | Janill Williams Antigua-et-Barbuda                                   | 17 min 00 s 51 | Lucélia Peres Brésil                                                 | 17 min 03 s 56                 |
| 100 m haies | Ashlee Williams États-Unis                                             | 13 s 78        | Nichole Denby États-Unis                                             | 13 s 82        | Maíla Machado Brésil                                                 | 13 s 92                        |
| 400 m haies | Lashinda Demus États-Unis                                              | 57 s 04        | Patricia Hall Jamaïque                                               | 57 s 65        | Andrea Bliss Jamaïque                                                | 57 s 94                        |
| Saut en hauteur | Sheree Francis Jamaïque                                                | 1,83 m         | Whitney Evans Canada Jorgelina Rodríguez Argentine                   | 1,77 m         | Pas d'autre médaille attribuée                                       | Pas d'autre médaille attribuée |
| Saut à la perche | Tracy O'Hara États-Unis                                                | 3,93 m         | Fabiana Murer Brésil                                                 | 3,75 m         | Kathleen Donoghue États-Unis                                         | 3,65 m                         |
| Saut en longueur | Elva Goulbourne Jamaïque                                               | 6,31 m         | Nolle Graham Jamaïque                                                | 5,88 m         | Gisele de Oliveira Brésil                                            | 5,84 m                         |
| Triple saut | Shelly-Ann Gallimore Jamaïque                                          | 13,41 m        | Gisele de Oliveira Brésil                                            | 13,34 m        | Bianca Rockett États-Unis                                            | 12,77 m                        |
| Lancer du poids | Jillian Camarena États-Unis                                            | 15,25 m        | Candice Scott Trinité-et-Tobago                                      | 14,16 m        | Leomelina Blandón Colombie                                           | 14,08 m                        |
| Lancer du disque | Deshaya Williams États-Unis                                            | 52,74 m        | Mandy Borschowa États-Unis                                           | 49,34 m        | Melissa Gibbons Jamaïque                                             | 47,27 m                        |
| Lancer du marteau | Maureen Griffin États-Unis                                             | 55,78 m        | Nathalie Thenor Canada                                               | 54,54 m        | Melissa Houston États-Unis                                           | 52,78 m                        |
| Lancer du javelot | Kathryn Polansky États-Unis                                            | 48,29 m        | Katy Doyle États-Unis                                                | 47,21 m        | Deanna Zelinka Canada                                                | 43,59 m                        |
| Heptathlon | Ellannee Richardson États-Unis                                         | 5 438 pts      | Kendra Reimer États-Unis                                             | 5 177 pts      | Valeria Schönstedt Chili                                             | 4 999 pts                      |
| 5 000 m marche | Robyn Stevens États-Unis                                               | 24 min 42 s 96 | Mabel Oncebay Pérou                                                  | 24 min 43 s 03 | Zoila Reyes Guatemala                                                | 25 min 13 s 97                 |
| 4 × 100 m | États-Unis Alexis Joyce Aleah Williams Amber Robinson Amaris Buchanan  | 43 s 38        | Jamaïque Elva Goulbourne Aleen Bailey Veronica Campbell Lisa Sharpe  | 43 s 69        | Bahamas Juanita Ferguson Shakira Pinto Karen McCartney Tamika Clarke | 46 s 06                        |
| 4 × 400 m | États-Unis Ysanne Williams Lashinda Demus Michele Davis Nakiya Johnson | 3 min 34 s 65  | Jamaïque Andrea Bliss Naleya Downer Shanna-Kay Campbell Kereen Gayle | 3 min 37 s 28  | Colombie Rosibel Garcia Sira Cordoba Norma González Digna Murillo    | 3 min 44 s 79                  |
| Records et Performances - AR : Record continental (area record) - CR : Record des championnats (championship record) - MR : Record du meeting (meet record) - NR : Record national (national record) - OR : Record olympique (olympic record) - PR : Record paralympique (paralympic record) - PB : Record personnel (personal best) - SB : Meilleure performance personnelle de la saison (season's best) - WL : Meilleure performance mondiale de l'année (world leader) - WJR : Record du monde junior (world junior record) - WR : Record du monde (world record) Circonstances et Conditions - DNF : N'a pas terminé (did not finish) - DNS : N'a pas pris le départ (did not start) - DQ : Disqualification (disqualification) - NM : Aucun essai valable enregistré (No Mark) - Q : Qualifié « directement » au prochain tour (ou à la prochaine compétition), lors d'une compétition majeure, grâce au classement ou à la réalisation des minima (automatic qualifier) - q : Qualifié au prochain tour (ou à la prochaine compétition), lors d'une compétition majeure, grâce au repêchage ou à la réalisation de l'une des meilleures performances parmi celles des « non qualifiés directement » (grâce au meilleur temps ou à la meilleure distance par exemple) (secondary qualifier) |                                                                        |                |                                                                      |                |                                                                      |                                |

## Tableau des médailles
| Rang | Nation             | Or | Argent | Bronze | Total |
| ---- | ------------------ | -- | ------ | ------ | ----- |
| 1    | États-Unis         | 27 | 19     | 15     | 61    |
| 2    | Jamaïque           | 9  | 7      | 5      | 21    |
| 3    | Canada             | 2  | 5      | 7      | 14    |
| 4    | Mexique            | 2  | 3      | 0      | 5     |
| 5    | Brésil             | 1  | 2      | 5      | 8     |
| 6    | Bahamas            | 1  | 1      | 2      | 4     |
| 7    | Colombie           | 1  | 0      | 2      | 3     |
| 8    | Argentine          | 0  | 1      | 1      | 2     |
| 8    | Barbade            | 0  | 1      | 1      | 2     |
| 8    | Venezuela          | 0  | 1      | 1      | 2     |
| 11   | Antigua-et-Barbuda | 0  | 1      | 0      | 1     |
| 11   | Équateur           | 0  | 1      | 0      | 1     |
| 11   | Pérou              | 0  | 1      | 0      | 1     |
| 11   | Trinité-et-Tobago  | 0  | 1      | 0      | 1     |
| 15   | Guatemala          | 0  | 0      | 2      | 2     |
| 16   | Chili              | 0  | 0      | 1      | 1     |

## Source
- (en) Cet article est partiellement ou en totalité issu de l’article de Wikipédia en anglais intitulé « 1999 Pan American Junior Athletics Championships » (voir la liste des auteurs).